# Pável Yakímov
Pável Yakímov –en ruso, Па́вел Яки́мов– (1992) es un deportista ruso que compite en triatlón. Ganó una medalla en el Campeonato Mundial de Triatlón de Invierno de 2018, y cuatro medallas en el Campeonato Europeo de Triatlón de Invierno entre los años 2016 y 2022.

## Palmarés internacional
| Campeonato Mundial | Campeonato Mundial         | Campeonato Mundial | Campeonato Mundial |
| Año                | Lugar                      | Medalla            | Prueba             |
| ------------------ | -------------------------- | ------------------ | ------------------ |
| 2018               | Cheile Gradistei (Rumania) | Medalla de plata   | Individual         |
| Campeonato Europeo |                            |                    |                    |
| Año                | Lugar                      | Medalla            | Prueba             |
| 2016               | Otepää (Estonia)           | Medalla de bronce  | Individual         |
| 2018               | Piano Vetore (Italia)      | Medalla de bronce  | Individual         |
| 2019               | Cheile Gradistei (Rumania) | Medalla de bronce  | Individual         |
| 2022               | Rotzo (Italia)             | Medalla de plata   | Individual         |